# Pionus sordidus
El loro sórdido (Pionus sordidus) Cotorra Pico Rojo es una especie de ave de la familia de los loros, presente en las selvas de Perú, Venezuela, Colombia, Bolivia y Ecuador.